# Памятник Петру I (Нижний Новгород)
Памятник Петру I — памятник в Нижнем Новгороде, открытый 24 сентября 2014 года напротив Зачатьевской башни Кремля. Работа выполнена известным нижегородским скульптором Алексеем Щитовым и архитектором Сергеем Шороховым.

## Описание
Памятник Петру представляет собой стоящую фигуру грозного императора. Высота самой статуи — 3,7 метра. Она отлита целиком из бронзы. Постамент, сделанный из гранита и бетона, возвышается ещё на 3 метра. Таким образом, общая высота скульптуры составляет 6,7 метров.
Поза царя отдалённо напоминает уже известную статую, установленную в Архангельске и изображённую на пятисотрублёвой купюре. Но, при ближайшем рассмотрении, это оказывается не так. Пётр стоит, выставив вперёд правую ногу. Создаётся впечатление, что он шагает вперёд, смотря далеко перед собой. В правой руке у него находится развёрнутое постановление:
«Нижегородской губернии быть особо».
На поясе самодержца закреплена трость, а левая рука откинута назад. Пётр стоит лицом к Волге, устремляя взгляд на волжские просторы и Бор, и спиной к Кремлю.

## История памятника
Пётр I посещал Нижний Новгород 2 раза. Сначала он остановился в городе, по пути в Азов, в 1695 году. Император разместился в доме, позднее названным «Домиком Петра I». В 1714 году Пётр I издал указ о создании Нижегородской губернии. Во второй раз Пётр посетил Нижний Новгород в 1722 году, при походе на Персию. Он приказал построить верфь, для создания кораблей нового типа. 30 мая царь отметил в городе свой 50-летний юбилей.
Губернатор Нижегородской области Валерий Шанцев постановил возвести бронзовую фигуру императора напротив Зачатьевской башни Кремля. Тем самым он решил показать горожанам, какой вклад внёс Пётр I в развитие Нижнего Новгорода. Шанцев приурочил открытие памятника к 300-летию образования Нижегородской губернии. В своём блоге губернатор написал:

«Монумент Петру I получился величественным, под стать императору»